# Брем, Альфонс
Альфо́нс Мари́я Франц Брем (нем. Alfons Maria Franz Brehm, 16 июля 1882, Гамбург, Германская империя — 7 декабря 1968, Гамбург, ФРГ) — немецкий хоккеист (хоккей на траве), полузащитник, тренер. Участник летних Олимпийских игр 1908 года.

## Биография
Альфонс Брем родился 16 июля 1882 года в немецком городе Гамбург.
Играл в хоккей на траве за «Уленхорстер» из Гамбурга. В его составе перед Олимпиадой стал чемпионом Германии.
В 1908 году вошёл в состав сборной Германии по хоккею на траве на летних Олимпийских играх в Лондоне, занявшей 5-е место. Играл на позиции полузащитника, провёл 2 матча, мячей не забивал. Официальный отчёт об Олимпиаде обратил внимание на успешную игру Брема в матче за 5-6-е места против сборной Франции (1:0), отмечая, что его оборонительные и атакующие действия «были превосходными». Был капитаном и играющим тренером команды.
В 1908—1912 годах провёл за сборную Германии 7 матчей.
Умер 7 декабря 1968 года в Гамбурге.